# Aartsvader
Aartsvader (Hebreeuws: אב, ab, ab) is in het jodendom en christendom een aanduiding voor Abraham, Isaak en Jakob. In de Islam wordt voornamelijk Abraham als aartsvader gezien. De term is hoofdzakelijk ontleend aan Sirach 44:19. Soms wordt ook wel de term patriarch gebruikt.
De verhalen over de aartsvaders staan in het boek Genesis in de Hebreeuwse Bijbel. Jozef wordt niet tot de aartsvaders gerekend, maar de verhalen over hem en zijn broers worden wel gerekend tot de verhalen over de aartsvaders.
| Hoofdstukken van Genesis | Thema                   |
| ------------------------ | ----------------------- |
| 12–23                    | Abraham en Sara         |
| 24–28:9                  | Isaak en Rebekka        |
| 28:10–36                 | Jakob met Lea en Rachel |
| 37–50                    | Jozef en zijn broers    |

In het Nieuwe Testament worden twee aartsvaders genoemd, Abraham en David, namelijk in Hebreeën 7:9 (Abraham) en Handelingen 2:29 (David).
In bredere zin wordt de term wel gebruikt voor alle stamvaders van Adam tot en met Jacob.